# Премия «Грэмми» за лучшее исполнение в музыкальном видео
«Грэмми» в номинации «Лучшее исполнение в музыкальном видео» присуждалась в 1988 и 1989 годах. Ежегодно Национальная академия искусства и науки звукозаписи США выбирала несколько претендентов за «художественные достижения, техническое мастерство и значительный вклад в развитие звукозаписи без учёта продаж альбома (сингла) и его позиции в чартах».
Начиная с 1982 года Академия начала отмечать качественные музыкальные видеоклипы в категории «Видео года». Эта категория была упразднена после появления схожей награды MTV Video Music Awards в 1984 году и заменена номинациями: «Лучшее видео», «Лучшее короткое видео» и «Лучший видеоальбом». В результате изменения критериев «Грэмми», в 1988 и 1989 годах вручались две награды — за «Лучшее исполнение в музыкальном видео» и «Лучшую концепцию в музыкальном видео». Первым лауреатом в этой категории стал Энтони Итон — продюсер видеоверсии рок-концерта The Prince’s Trust All-Star Rock Concert, благотворительного мероприятия британского королевского фонда The Prince’s Trust. Вторым — ирландская рок-группа U2 за песню «Where the Streets Have No Name». В 1990 году Академия вернулась к прежнему формату, сейчас эти номинации известны как «Лучшее короткометражное музыкальное видео» и «Лучшее длинное музыкальное видео».

## Предыстория
Национальная академия звукозаписывающих искусств и наук начала отмечать качественные музыкальные видеоклипы в категории «Видео года» в 1982 году. Первыми обладателями награды стали — бывший участник рок-группы The Monkees Майкл Несмит за видеоколлекцию под названием Elephant Parts (также известную как Michael Nesmith in Elephant Parts), а также австралийская певица Оливия Ньютон-Джон за видеоальбом Olivia Physical. В 1984 году категория «Видео года» была упразднена в связи с учреждением премии MTV Video Music Awards, высшая награда которой также присуждается за видео года. Академия заменила категорию наградами в отдельных номинациях: «Лучшее видео», «Лучшее короткое видео» и «Лучший видеоальбом», начиная с 26-й церемонии «Грэмми». Однако, для награждений 1988-го и 1989-го годов критерии были изменены, вместо трёх старых появились две новые категории — «Лучшее исполнение в музыкальном видео» и «Лучшая концепция в музыкальном видео». В 1990 году Академия вернулась к прежнему формату, хотя категории получили новые названия в «Лучшее музыкальное видео», «Лучшее музыкальное видео, короткое» и «Лучшее музыкальное видео, длинное». В 1998 году категории были переименованы в «Лучшее короткометражное музыкальное видео» и «Лучшее длинное музыкальное видео».

## Лауреаты
| Год                                      | Название                                                        | Исполнитель |
| ---------------------------------------- | --------------------------------------------------------------- | ----------- |
| 1988                                     |                                                                 |             |
| The Prince’s Trust All-Star Rock Concert | Различные исполнители; продюсер Энтони Итон                     |             |
| Cyndi Lauper in Paris                    | Лопер, Синди; продюсер Джон Диаз; режиссёр Энди Морахэн         |             |
| Horowitz in Moscow                       | Владимир Горовиц; режиссёр Брайан Лардж                         |             |
| One Voice                                | Барбра Стрейзанд; режиссёр Дуайт Хемион                         |             |
| Spontaneous Inventions                   | Бобби Макферрин; режиссёр Бад Шецле                             |             |
| 1989                                     |                                                                 |             |
| Where the Streets Have No Name           | U2; режиссёр Мейерт Эйвис; продюсеры Бен Доссетт и Майкл Хэмлин |             |
| Check It Out                             | Джон Мелленкамп                                                 |             |
| Glass Spider                             | Дэвид Боуи                                                      |             |
| Stevie Knicks: Live at Red Rocks         | Стиви Никс; режиссёр Марти Каллнер                              |             |
| The Symphonic Sessions                   | Ванкуверский симфонический оркестр; продюсер Дэвид Фостер       |             |

На 30-й церемонии «Грэмми» (1988) в категории «Лучшее исполнение в музыкальном видео» на соискание награды выдвигались: Энтони Итон, как продюсер рок-концерта The Prince’s Trust All-Star Rock Concert (запись благотворительного концерта организованного британским королевским фондом The Prince’s Trust), российско-американский пианист Владимир Горовиц за Horowitz in Moscow, певица Синди Лопер за Cyndi Lauper in Paris, Бобби Макферрин за Spontaneous Inventions и Барбра Стрейзанд за One Voice. Концерт Horowitz in Moscow представляет собой первое с 1925 года выступление Владимира Горовица в России, на котором представлены произведения Шопена, Моцарта, Рахманинова, Шуберта и других композиторов. Концерт Cyndi Lauper in Paris был снят в парижском концертном зале «Зенит» 12 марта 1987 года, в последний день мирового турне певицы. В записи шоу участвовали Стерлинг Кэмпбелл (ударные), Рик Дерринджер (гитара), Сью Хаджопулас (перкуссия), Кевин Дженкинс (бас) и Дэвид Розенталь (клавишные). Концерт Spontaneous Inventions представляет собой выступление Бобби Макферрина в Голливуде в 1986 году. Концерт One Voice Барбры Стрейзанд, снятый режиссёром Дуайтом Хемионом 6 сентября 1986 года, первоначально транслировался в качестве специального выпуска телеканала HBO. Он представлял собой первое «официальное» живое выступление певицы с 1972 года, отчасти в знак протеста против гонки ядерных вооружений во время президентства Рональда Рейгана. Концерт был снят на заднем дворе частного дома Стрейзанд, и в нем участвовали Берт Бахарак, Барри Гибб, Ричард Маркс, Кэрол Байер-Сейджер и комик Робин Уильямс. Награда была вручена Итону за видеоверсию концерта The Prince’s Trust All-Star Rock Concert, в котором участвовали Элтон Джон, Стинг, Тина Тёрнер и другие артисты.
Номинантами на 31-й церемонии премии «Грэмми» (1989) в этой категории были: музыкант Дэвид Боуи за Glass Spider, канадский музыкант и продюсер Дэвид Фостер за The Symphony Sessions, американский певец и автор песен Джон Кугар Мелленкамп за Check It Out, певица Стиви Никс за Stevie Nicks: Live at Red Rocks и ирландская рок-группа U2 за «Where the Streets Have No Name». Концерт Glass Spider являлся записью двухчасового выступления Дэвида Боуи, снятого в Сиднее в ноябре 1987 года. Проект The Symphony Sessions включал десять композиций Дэвида Фостера, представленных в виде «коллажа видеоизображений» в исполнении Ванкуверского симфонического оркестра. Материал записывался в течение пяти дней в Ванкувере. Фостер выступил в качестве автора, аранжировщика, продюсера, а также одного из исполнителей (он сыграл на фортепиано) проекта, наряду с Джереми Лаббоком, Дэвидом Пейчем и Ли Ритенуром. Музыкальное видео на «Check It Out», песню, которая фигурирует в альбоме Джона Мелленкампа The Lonesome Jubilee 1987 года, было снято на арене Market Square Arena в Индианаполисе, 11 декабря 1987 года. В свою очередь, Stevie Nicks: Live at Red Rocks представлял собой запись концерта Стиви Никс, снятого в амфитеатре Ред-Рокс в Моррисоне, штат Колорадо, с приглашёнными музыкантами — Миком Флитвудом и Питером Фрэмптоном. Музыкальный видеоклип на песню рок-группы U2 «Where the Streets Have No Name» был снят на крыше винного магазина в Лос-Анджелесе. Во время съемок полиция приказала группе прекратить съемку «из-за опасений, что толпа выходит из-под контроля». Награды были вручены участникам U2 (Боно, Адам Клейтон, Эдж, Ларри Маллен-младший) как музыкантам-исполнителям, Мейерту Эйвису как режиссёру, а также Бену Доссетту и Майклу Хэмлину как продюсерам видео.